# اتر تاجی

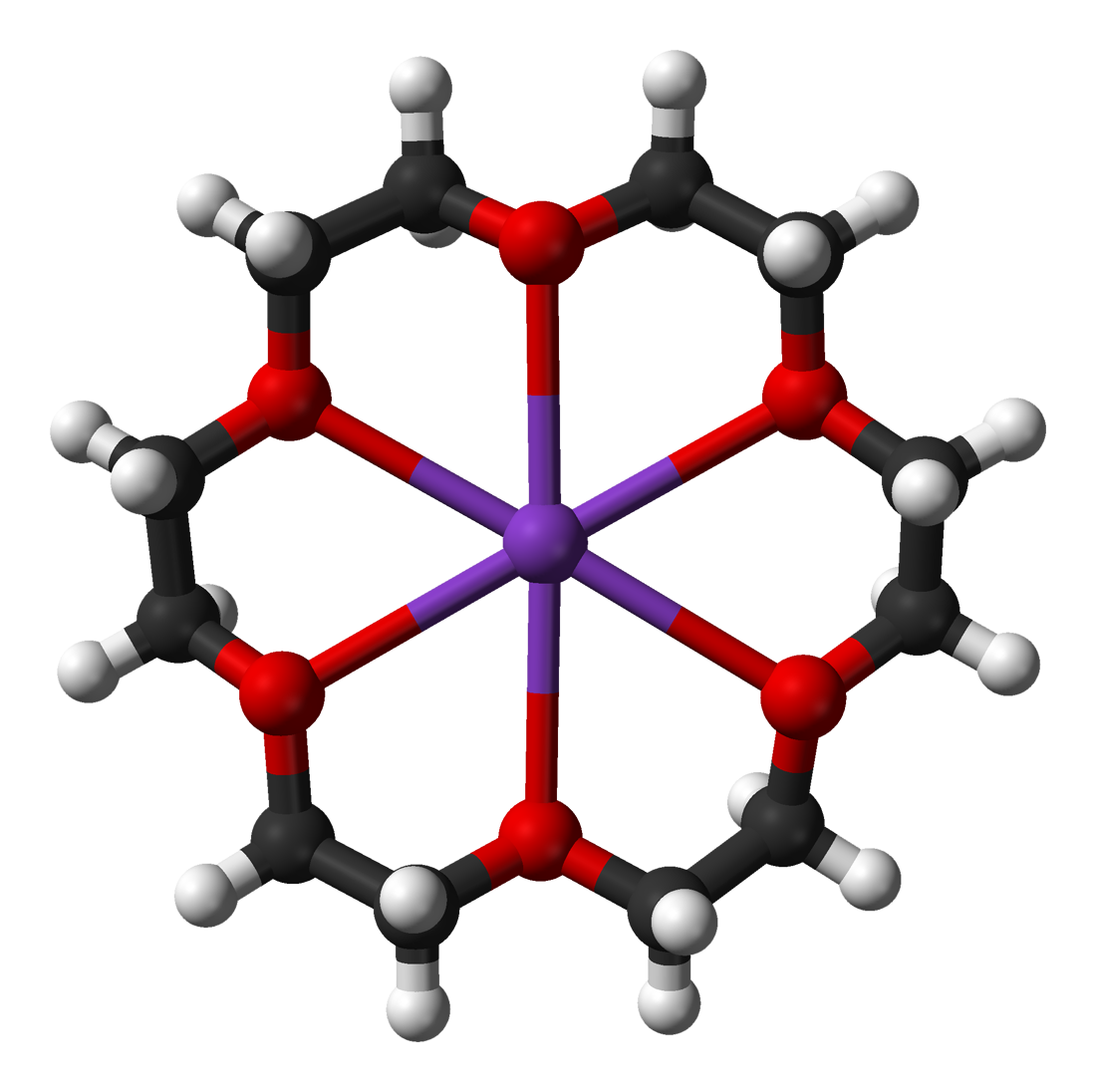
ترکیب ۱۸-کرون-۶ که یک کاتیون پتاسیم را احاطه کرده‌اند.

کرون اتر(به انگلیسی: Crown ether) گونه‌ای از ترکیبات شیمیایی هستند که در آن حلقه‌هایی شامل پیوندهای اتری پیاپی وجود دارد.این ترکیبات توسط چارلز پدرسون که در شرکت دوپونت آمریکا مشغول به فعالیت بود در سال ۱۹۶۷ کشف گردید.